# Rede Ibero-americana de Avaliação e Decisão Multicritério
RED-M (Rede Iberoamericana de Avaliação e Decisão Multicritério) é um grupo de pesquisadores e programas sobre MCDM (tomada de decisão multicritério, do inglês multi-criteria decision-making). O objetivo geral da RED-M é promover a aplicação de métodos de MCDM na solução de problemas de desenvolvimento econômico e social na América Latina e na Península Ibérica O primeiro encontro da RED-M foi realizado em Santiago do Chile, em Julho de 1997. O próximo encontro deverá ocorrer em Monterrei, México, em outubro de 2014. Os encontros aceitam trabalhos em espanhol, inglês e português.
| Edição | Ano  | Cidade, País             | Observação                                                                    |
| ------ | ---- | ------------------------ | ----------------------------------------------------------------------------- |
| I      | 1997 | Santiago, Chile          | 80 participantes                                                              |
| II     | 1999 | Cidade do México, México | 80 participantes                                                              |
| III    | 2007 | Culiacán, México         | 80 participantes                                                              |
| IV     | 2009 | Zapopan, México          | 60 participantes                                                              |
| V      | 2011 | Ubatuba, Brasil          | 400 participantes, em conjunto ao Simpósio Brasileiro de Pesquisa Operacional |
| VI     | 2013 | Concepção, Chile         | 300 participantes, em conjunto ao Congresso Chileno de Pesquisa Operacional   |